# Tim Howard (hockey sur gazon)
Pour les articles homonymes, voir Howard.
Tim Howard est un joueur australien de hockey sur gazon qui joue en tant que défenseur de l'équipe nationale australienne.

## Carrière

### Équipes des moins de 18 et de 21 ans
Howard a représenté l'Australie au niveau junior dans les groupes d'âge des moins de 18 ans et des moins de 21 ans.
En 2014, Howard a été capitaine de l'équipe australienne des moins de 18 ans aux Jeux olympiques de la jeunesse de 2014 à Nanjing, Chine. L'équipe a remporté la médaille d'or, battant le Canada 3–2 dans une tirs au but après un match nul 3–3,.
Howard a également fait ses débuts avec l'équipe australienne des moins de 21 ans, "The Burras", en 2014 à la Sultan of Johor Cup. Howard a également participé aux éditions 2015 et 2016 éditions de la Sultan of Johor Cup, remportant une médaille d'or en 2016.
En 2016, Howard a dirigé les Burras vers la victoire à la Coupe d'Océanie des moins de 21 ans, qui a servi de qualification pour la Coupe du monde des moins de 21 ans. Howard était également membre de l'équipe et a été capitaine de l'équipe australienne à la Coupe du monde junior à Lucknow en Inde, où l'équipe a terminé quatrième,.

### Équipe première
En 2017, Howard a fait ses débuts internationaux seniors pour l'Australie au Festival international de hockey sur gazon 2017.
Depuis ses débuts, Howard fait régulièrement partie de l'équipe des Kookaburras, remportant notamment l'or avec l'équipe au Champions Trophy 2018 à Bréda, aux Pays-Bas.
En novembre 2018, Howard a été nommé dans l'équipe pour la Coupe du monde à Bhubaneswar, en Inde.
Howard est sélectionné dans l'équipe australienne pour les jeux olympiques de Tokyo. L'équipe australienne atteint les finales pour la première fois depuis 2004. Elle n'obtient pas la médaille d'or, car elle est battue par la Belgique aux shoot out.